# Groupe Droite républicaine
Pour les articles homonymes, voir La Droite républicaine.
Le groupe Droite républicaine (DR) est un groupe parlementaire français de droite à l'Assemblée nationale, composé majoritairement de députés membres du parti Les Républicains, anciennement UMP.
Il est créé en juin 2002 sous le nom de groupe de l'Union pour la majorité présidentielle (UMP), puis groupe de l'Union pour un mouvement populaire (UMP) entre 2003 et 2015, groupe Les Républicains (LR) entre 2015 et 2024, avant de devenir le groupe Droite Républicaine (DR) à la suite des élections législatives anticipées de 2024.
Le groupe est créé par la fusion du groupe Rassemblement pour la République (gaulliste) avec les députés libéraux de Démocratie libérale et d'une majorité des députés centristes de l'Union pour la démocratie française (UDF).

## Historique

### XIIelégislature (2002-2007)
Le groupe est constitué à l'Assemblée nationale au début de la XIIe législature de la Cinquième République le 25 juin 2002 sous l'appellation « Union pour la majorité présidentielle », avant de prendre le nom du nouveau parti Union pour un mouvement populaire le 5 mars 2003.
Il succède aux groupes Rassemblement pour la République (RPR) et Démocratie libérale et indépendants (DLI) de la précédente législature, tout en rassemblant une grande partie des députés qui siégeaient jusque-là au groupe de l'Union pour la démocratie française (UDF).
| Parti | Parti                                          | Députés |
| ----- | ---------------------------------------------- | ------- |
|       | Rassemblement pour la République (RPR)         | 214     |
|       | ex-Union pour la démocratie française (ex-UDF) | 64      |
|       | Démocratie libérale (DL)                       | 63      |
|       | Divers droite (DVD)                            | 10      |
|       | Parti radical valoisien (PRV)                  | 9       |
|       | Rassemblement pour la France (RPF)             | 4       |
|       | Forum des républicains sociaux (FRS)           | 1       |
| Total | Total                                          | 365     |

Il est présidé par Jacques Barrot (ex-UDF) jusqu'en mai 2004, remplacé par Bernard Accoyer jusqu'à la fin de la législature.

### XIIIelégislature (2007-2012)
Après les élections législatives de 2007, il est reformé le 26 juin 2007.
Il rassemble les élus :
- de l'Union pour un mouvement populaire (UMP), devenue en mai 2015 Les Républicains (LR) ;
- du Parti chrétien-démocrate (PCD) (jusqu'en juin 2017) ;
- du Centre national des indépendants et paysans (CNIP) (jusqu'en juin 2012) ;
- de députés divers droite ;
- du Parti radical (jusqu'en juin 2012 pour une partie des députés).

Groupe majoritaire, il est présidé par Jean-François Copé de juin 2007 à novembre 2010 puis par Christian Jacob à partir de 2010.
| Candidat          | Candidat                                     | Circonscription                             | 1er tour | 1er tour | 2e tour | 2e tour |
| Candidat          | Candidat                                     | Circonscription                             | Voix     | %        | Voix    | %       |
| ----------------- | -------------------------------------------- | ------------------------------------------- | -------- | -------- | ------- | ------- |
|                   | Christian Jacob                              | Quatrième circonscription de Seine-et-Marne | 151      | 48,71    | 182     | 62,54   |
| Jean Leonetti     | Septième circonscription des Alpes-Maritimes | 84                                          | 27,10    | 109      | 37,46   |         |
| Hervé Gaymard     | Deuxième circonscription de la Savoie        | 47                                          | 15,16    |          |         |         |
| Nicolas Forissier | Deuxième circonscription de l'Indre          | 28                                          | 9,03     |          |         |         |
|                   |                                              |                                             |          |          |         |         |
| Votants           | Votants                                      | Votants                                     | Votants  | 310      |         | 101     |

Au 6 mars 2011, il compte 307 membres et sept apparentés.

### XIVelégislature (2012-2017)
Il est à nouveau reformé le 26 juin 2012 après les élections législatives de juin 2012.
À l'ouverture de la XIVe législature, le groupe, désormais dans l'opposition parlementaire, comprend 185 membres et 11 apparentés. Christian Jacob est reconduit à sa présidence.
Le 5 juillet 2012, 43 députés UMP créent une Amicale gaulliste de l'Assemblée nationale afin de « nourrir la réflexion » lors du congrès de l'UMP de novembre 2012.
Le 27 novembre 2012, François Fillon fonde, avec 67 députés, un nouveau groupe, le Rassemblement-UMP, en attendant que le président contesté de l'UMP, Jean-François Copé, organise une nouvelle élection pour la présidence du parti ,. Le groupe R-UMP compte, au 29 novembre, 69 membres et deux apparentés. Ce groupe est dissous le 16 janvier 2013 à la suite de la conclusion d'un accord entre copéistes et fillonistes.
En juin 2014, après révélé des liens importants du groupe avec Bygmalion, le journal en ligne Mediapart révèle que le Groupe UMP a accordé un prêt de 3 millions d'euros au parti UMP alors qu'il est essentiellement financé par une dotation de l’Assemblée nationale (3 millions d’euros par an pour le Groupe UMP) qui est exclusivement destinée à « assurer leur fonctionnement ».
Le 2 juin 2015, le groupe UMP est renommé groupe « Les Républicains », suivant le changement de nom du parti.

### XVelégislature (2017-2022)
Après les élections législatives de 2017, seuls 112 députés LR sont élus, ce total comprenant aussi des investitures LR-UDI, ce qui constitue un « revers historique », soit moins que le plancher historique de 158 des élections de 1981. Le 21 juin les « constructifs » ne souhaitent pas rejoindre le groupe et créent, avec les élus UDI, le groupe Les Constructifs : républicains, UDI, indépendants. Le groupe LR compte donc 100 députés à l'Assemblée nationale, dont 95 élus Les Républicains et cinq apparentés divers droite, ils sont qualifiés de « Républicains historiques ». Son président, Christian Jacob, réélu le 20 juin 2017 face à Damien Abad, obtient 62 voix à 32 pour le second.
|             | Christian Jacob                    | Quatrième circonscription de Seine-et-Marne | 62      | 65,96 |  |  |
| Damien Abad | Cinquième circonscription de l'Ain | 32                                          | 34,04   |       |  |  |
|             |                                    |                                             |         |       |  |  |
| Votants     | Votants                            | Votants                                     | Votants | 94    |  |  |

Le 27 juin 2017, le candidat LR à la présidence de l'Assemblée nationale, Jean-Charles Taugourdeau, recueille 94 voix. Lors du vote de confiance au gouvernement Philippe II, 23 députés votent contre la confiance, 75 s'abstiennent. Les députés du groupe LR présentent en moyenne les revenus annuels les plus élevés des groupes parlementaires. Après un an de législature, le groupe LR est le groupe le moins présent aux votes de l'Assemblée avec un taux de 18 %, proche de celui du groupe Nouvelle gauche (19 %).
Damien Abad est élu président du groupe le 6 novembre 2019. Contexte souligne alors que « l’élection s’est faite avant tout sur les personnalités, et pas sur une ligne politique », précisant que selon tous les députés LR interrogés, « les anciens clivages entre « sarkozystes », « fillonistes » et « juppéistes » n’ont plus cours dans le groupe ». Après une période d'« ambiguïté » sur son positionnement politique pendant l'élection présidentielle de 2022, Damien Abad quitte la présidence du groupe le 19 mai 2022 et se met « en congés » de son parti – l'intérim de la présidence est assuré par Virginie Duby-Muller.
| Candidat           | Candidat                                     | Circonscription                    | 1er tour | 1er tour | 2e tour | 2e tour |
| Candidat           | Candidat                                     | Circonscription                    | Voix     | %        | Voix    | %       |
| ------------------ | -------------------------------------------- | ---------------------------------- | -------- | -------- | ------- | ------- |
|                    | Damien Abad                                  | Cinquième circonscription de l'Ain | 34       | 32,69    | 64      | 63,37   |
| Olivier Marleix    | Deuxième circonscription d'Eure-et-Loir      | 20                                 | 19,23    | 37       | 36,63   |         |
| Michèle Tabarot    | Neuvième circonscription des Alpes-Maritimes | 17                                 | 16,35    |          |         |         |
| Daniel Fasquelle   | Quatrième circonscription du Pas-de-Calais   | 14                                 | 13,46    |          |         |         |
| Véronique Louwagie | Deuxième circonscription de l'Orne           | 12                                 | 11,54    |          |         |         |
| Philippe Gosselin  | Première circonscription de la Manche        | 7                                  | 6,73     |          |         |         |
|                    |                                              |                                    |          |          |         |         |
| Votants            | Votants                                      | Votants                            | Votants  | 104      |         | 101     |

### XVIelégislature (2022-2024)
À la suite des élections législatives de 2022, Olivier Marleix est élu président du groupe face à Julien Dive le 22 juin 2022. Si son élection semble consacrer la victoire des adversaires d'un « pacte de gouvernement » avec LREM, Le Monde observe que « depuis le début de la législature, les députés LR apparaissent pourtant comme de solides appuis pour l’exécutif, désormais contraint de trouver alliés et compromis. » Selon L'Humanité, les députés LR votent régulièrement les textes présentés par le gouvernement tout en poussant en faveur de plus de « libéralisme économique ».
|             | Olivier Marleix                     | Deuxième circonscription d'Eure-et-Loir | 40      | 66,67 |  |  |
| Julien Dive | Deuxième circonscription de l'Aisne | 20                                      | 33,33   |       |  |  |
|             |                                     |                                         |         |       |  |  |
| Votants     | Votants                             | Votants                                 | Votants | 60    |  |  |

### XVIIelégislature (depuis 2024)
Le groupe est renommé La Droite Républicaine, sous la volonté du nouveau président Laurent Wauquiez.

## Composition

### Effectifs et dénominations
| Législature | Année | Nom                                   | Nombre de membres | Nombre d’apparentés | Nombre de députés | Évolution | Pourcentage |
| ----------- | ----- | ------------------------------------- | ----------------- | ------------------- | ----------------- | --------- | ----------- |
| XIIe        | 2002  | Union pour la majorité présidentielle | 356               | 9                   | 365               |           | 63,26 %     |
| XIIe        | 2003  | Union pour un mouvement populaire     | 356               | 9                   | 365               |           | 63,26 %     |
| XIIIe       | 2007  | Union pour un mouvement populaire     | 314               | 6                   | 320               | 45        | 55,46 %     |
| XIVe        | 2012  | Union pour un mouvement populaire     | 185               | 11                  | 196               | 124       | 33,97 %     |
| XIVe        | 2015  | Les Républicains                      | 185               | 11                  | 196               | 124       | 33,97 %     |
| XVe         | 2017  | Les Républicains                      | 95                | 5                   | 100               | 96        | 17,33 %     |
| XVIe        | 2022  | Les Républicains                      | 59                | 3                   | 62                | 38        | 10,75 %     |
| XVIIe       | 2024  | Droite républicaine                   | 41                | 6                   | 47                | 15        | 8,15 %      |

### XVIIelégislature

#### Membres
| Nom                      | Parti | Parti  | Circonscription                              |
| ------------------------ | ----- | ------ | -------------------------------------------- |
| Thibault Bazin           |       | LR-OLF | 4e circonscription de Meurthe-et-Moselle     |
| Valérie Bazin-Malgras    |       | LR     | 2e circonscription de l'Aube                 |
| Jean-Didier Berger       |       | LR-SL  | 12e circonscription des Hauts-de-Seine       |
| Anne-Laure Blin          |       | LR     | 3e circonscription de Maine-et-Loire         |
| Sylvie Bonnet            |       | LR     | 4e circonscription de la Loire               |
| Émilie Bonnivard         |       | LR     | 3e circonscription de la Savoie              |
| Jean-Yves Bony           |       | LR     | 2e circonscription du Cantal                 |
| Ian Boucard              |       | LR     | 1re circonscription du Territoire de Belfort |
| Xavier Breton            |       | LR-OLF | 1re circonscription de l'Ain                 |
| Hubert Brigand           |       | LR     | 4e circonscription de la Côte-d'Or           |
| François-Xavier Ceccoli  |       | LR     | 2e circonscription de la Haute-Corse         |
| Josiane Corneloup        |       | LR     | 2e circonscription de Saône-et-Loire         |
| Marie-Christine Dalloz   |       | LR     | 2e circonscription du Jura                   |
| Vincent Descœur          |       | DVD    | 1re circonscription du Cantal                |
| Fabien Di Filippo        |       | LR     | 4e circonscription de la Moselle             |
| Nicolas Forissier        |       | LR     | 2e circonscription de l'Indre                |
| Éric Liégeon             |       | LR     | 5e circonscription du Doubs                  |
| Philippe Gosselin        |       | LR-OLF | 1re circonscription de la Manche             |
| Justine Gruet            |       | LR     | 3e circonscription du Jura                   |
| Michel Herbillon         |       | LR     | 8e circonscription du Val-de-Marne           |
| Patrick Hetzel           |       | LR     | 7e circonscription du Bas-Rhin               |
| Vincent Jeanbrun         |       | LR-SL  | 7e circonscription du Val-de-Marne           |
| Philippe Juvin           |       | LR     | 3e circonscription des Hauts-de-Seine        |
| Corentin Le Fur          |       | LR     | 3e circonscription des Côtes-d'Armor         |
| Thierry Liger            |       | LR     | 2e circonscription de l'Orne                 |
| Élisabeth de Maistre     |       | LR     | 9e circonscription des Hauts-de-Seine        |
| Olivier Marleix          |       | LR     | 2e circonscription d'Eure-et-Loir            |
| Alexandra Martin         |       | LR-NE  | 8e circonscription des Alpes-Maritimes       |
| Sébastien Martin         |       | LR-NF  | 5e circonscription de Saône-et-Loire         |
| Frédérique Meunier       |       | LR-SL  | 2e circonscription de la Corrèze             |
| Sylvie Dézarnaud         |       | LR     | 7e circonscription de l'Isère                |
| Jérôme Nury              |       | LR     | 3e circonscription de l'Orne                 |
| Éric Pauget              |       | LR-SL  | 7e circonscription des Alpes-Maritimes       |
| Alexandre Portier        |       | LR     | 9e circonscription du Rhône                  |
| Nicolas Ray              |       | LR     | 3e circonscription de l'Allier               |
| Vincent Rolland          |       | LR     | 2e circonscription de la Savoie              |
| Michèle Tabarot          |       | LR     | 9e circonscription des Alpes-Maritimes       |
| Jean-Pierre Taite        |       | LR     | 6e circonscription de la Loire               |
| Jean-Louis Thiériot      |       | LR     | 3e circonscription de Seine-et-Marne         |
| Antoine Vermorel-Marques |       | LR     | 5e circonscription de la Loire               |
| Jean-Pierre Vigier       |       | LR     | 2e circonscription de la Haute-Loire         |
| Laurent Wauquiez         |       | LR     | 1re circonscription de la Haute-Loire        |

#### Apparentés
| Nom                    | Parti | Parti | Circonscription                       |
| ---------------------- | ----- | ----- | ------------------------------------- |
| Jean-Luc Bourgeaux     |       | DVD   | 7e circonscription d'Ille-et-Vilaine  |
| Fabrice Brun           |       | DVD   | 3e circonscription de l'Ardèche       |
| Pierre Cordier         |       | LR    | 2e circonscription des Ardennes       |
| Julien Dive            |       | LR-NF | 2e circonscription de l'Aisne         |
| Virginie Duby-Muller   |       | LR    | 4e circonscription de la Haute-Savoie |
| Guillaume Lepers       |       | LR    | 3e circonscription de Lot-et-Garonne  |
| Christelle Petex-Levet |       | LR    | 3e circonscription de la Haute-Savoie |

#### Répartition partisane
| Parti | Parti                               | Nombre |
| ----- | ----------------------------------- | ------ |
|       | Les Républicains                    | 36     |
|       | Les Républicains - Soyons libres    | 4      |
|       | Divers droite                       | 3      |
|       | Les Républicains - Oser la France   | 3      |
|       | Les Républicains - Nous France      | 2      |
|       | Les Républicains - Nouvelle Énergie | 1      |

### XVIelégislature

#### Membres
| Nom                      | Parti | Parti  | Circonscription                              |
| ------------------------ | ----- | ------ | -------------------------------------------- |
| Emmanuelle Anthoine      |       | LR     | 4e circonscription de la Drôme               |
| Thibault Bazin           |       | LR-OLF | 4e circonscription de Meurthe-et-Moselle     |
| Valérie Bazin-Malgras    |       | LR     | 2e circonscription de l'Aube                 |
| Anne-Laure Blin          |       | LR     | 3e circonscription de Maine-et-Loire         |
| Sylvie Bonnet            |       | LR     | 4e circonscription de la Loire               |
| Émilie Bonnivard         |       | LR     | 3e circonscription de la Savoie              |
| Jean-Yves Bony           |       | LR     | 2e circonscription du Cantal                 |
| Ian Boucard              |       | LR     | 1re circonscription du Territoire de Belfort |
| Xavier Breton            |       | LR-OLF | 1re circonscription de l'Ain                 |
| Hubert Brigand           |       | LR     | 4e circonscription de la Côte-d'Or           |
| Éric Ciotti              |       | LR     | 1re circonscription des Alpes-Maritimes      |
| Josiane Corneloup        |       | LR     | 2e circonscription de Saône-et-Loire         |
| Christelle D'Intorni     |       | LR     | 5e circonscription des Alpes-Maritimes       |
| Marie-Christine Dalloz   |       | LR     | 2e circonscription du Jura                   |
| Vincent Descœur          |       | LR     | 1re circonscription du Cantal                |
| Fabien Di Filippo        |       | LR     | 4e circonscription de la Moselle             |
| Julien Dive              |       | LR-NF  | 2e circonscription de l'Aisne                |
| Francis Dubois           |       | LR     | 1re circonscription de la Corrèze            |
| Virginie Duby-Muller     |       | LR     | 4e circonscription de la Haute-Savoie        |
| Pierre-Henri Dumont      |       | LR-NF  | 7e circonscription du Pas-de-Calais          |
| Nicolas Forissier        |       | LR     | 2e circonscription de l'Indre                |
| Jean-Jacques Gaultier    |       | LR     | 4e circonscription des Vosges                |
| Annie Genevard           |       | LR     | 5e circonscription du Doubs                  |
| Philippe Gosselin        |       | LR-OLF | 1re circonscription de la Manche             |
| Justine Gruet            |       | LR     | 3e circonscription du Jura                   |
| Victor Habert-Dassault   |       | LR     | 1re circonscription de l'Oise                |
| Michel Herbillon         |       | LR     | 8e circonscription du Val-de-Marne           |
| Patrick Hetzel           |       | LR     | 7e circonscription du Bas-Rhin               |
| Philippe Juvin           |       | LR     | 3e circonscription des Hauts-de-Seine        |
| Mansour Kamardine        |       | LR     | 2e circonscription de Mayotte                |
| Marc Le Fur              |       | LR     | 3e circonscription des Côtes-d'Armor         |
| Véronique Louwagie       |       | LR     | 2e circonscription de l'Orne                 |
| Emmanuel Maquet          |       | LR     | 3e circonscription de la Somme               |
| Olivier Marleix          |       | LR     | 2e circonscription d'Eure-et-Loir            |
| Alexandra Martin         |       | LR     | 8e circonscription des Alpes-Maritimes       |
| Frédérique Meunier       |       | LR-SL  | 2e circonscription de la Corrèze             |
| Maxime Minot             |       | LR     | 7e circonscription de l'Oise                 |
| Yannick Neuder           |       | LR     | 7e circonscription de l'Isère                |
| Jérôme Nury              |       | LR     | 3e circonscription de l'Orne                 |
| Éric Pauget              |       | LR-SL  | 7e circonscription des Alpes-Maritimes       |
| Isabelle Périgault       |       | LR     | 4e circonscription de Seine-et-Marne         |
| Christelle Petex-Levet   |       | LR     | 3e circonscription de la Haute-Savoie        |
| Alexandre Portier        |       | LR     | 9e circonscription du Rhône                  |
| Aurélien Pradié          |       | LR     | 1re circonscription du Lot                   |
| Nicolas Ray              |       | LR     | 3e circonscription de l'Allier               |
| Vincent Rolland          |       | LR     | 2e circonscription de la Savoie              |
| Raphaël Schellenberger   |       | LR     | 4e circonscription du Haut-Rhin              |
| Vincent Seitlinger       |       | LR     | 5e circonscription de la Moselle             |
| Nathalie Serre           |       | LR-OLF | 8e circonscription du Rhône                  |
| Michèle Tabarot          |       | LR     | 9e circonscription des Alpes-Maritimes       |
| Jean-Pierre Taite        |       | LR     | 6e circonscription de la Loire               |
| Jean-Louis Thiériot      |       | LR     | 3e circonscription de Seine-et-Marne         |
| Isabelle Valentin        |       | LR     | 1re circonscription de la Haute-Loire        |
| Pierre Vatin             |       | LR     | 5e circonscription de l'Oise                 |
| Antoine Vermorel-Marques |       | LR     | 5e circonscription de la Loire               |
| Jean-Pierre Vigier       |       | LR     | 2e circonscription de la Haute-Loire         |
| Stéphane Viry            |       | LR-OLF | 1re circonscription des Vosges               |

#### Apparentés
| Nom                | Parti | Parti | Circonscription                                          |
| ------------------ | ----- | ----- | -------------------------------------------------------- |
| Jean-Luc Bourgeaux |       | DVD   | 7e circonscription d'Ille-et-Vilaine                     |
| Fabrice Brun       |       | LR    | 3e circonscription de l'Ardèche                          |
| Pierre Cordier     |       | LR    | 2e circonscription des Ardennes                          |
| Meyer Habib        |       | UDI   | 8ème circonscription des Français établis hors de France |

#### Répartition partisane
| Parti | Parti                                                   | Nombre |
| ----- | ------------------------------------------------------- | ------ |
|       | Les Républicains                                        | 50     |
|       | Les Républicains - Oser la France                       | 5      |
|       | Les Républicains - Soyons libres                        | 2      |
|       | Les Républicains - Nous France                          | 2      |
|       | Union des démocrates et indépendants - Les Républicains | 1      |
|       | Divers droite                                           | 1      |

#### Députés ayant quitté le groupe en cours de mandat
- Dino Cinieri, en novembre 2023 pour cumul de mandats. Député de la Loire, il devient vice-président du Parc naturel régional du Pilat le 8 novembre 2023[43]. Il est remplacé par sa suppléante, Sylvie Bonnet, le 1er décembre suivant.
- Alexandre Vincendet, en mars 2024 en raison de son exclusion du groupe. Député du Rhône, jugé trop proche de l'ancien premier ministre Édouard Philippe, le bureau exécutif de LR puis les députés du groupe votent son exclusion[44]. Il rejoint ensuite le groupe Horizons[44].

### XVelégislature

#### Membres
| Nom                       | Parti | Parti | Circonscription                              |
| ------------------------- | ----- | ----- | -------------------------------------------- |
| Damien Abad               |       | DVD   | 5e circonscription de l'Ain                  |
| Emmanuelle Anthoine       |       | LR    | 4e circonscription de la Drôme               |
| Julien Aubert             |       | LR    | 5e circonscription de Vaucluse               |
| Édith Audibert            |       | LR    | 3e circonscription du Var                    |
| Thibault Bazin            |       | LR    | 4e circonscription de Meurthe-et-Moselle     |
| Valérie Bazin-Malgras     |       | LR    | 2e circonscription de l'Aube                 |
| Valérie Beauvais          |       | LR    | 1re circonscription de la Marne              |
| Philippe Benassaya        |       | LR    | 11e circonscription des Yvelines             |
| Anne-Laure Blin           |       | LR    | 3e circonscription de Maine-et-Loire         |
| Sandra Boëlle             |       | LR    | 14e circonscription de Paris                 |
| Émilie Bonnivard          |       | LR    | 3e circonscription de la Savoie              |
| Jean-Yves Bony            |       | LR    | 2e circonscription du Cantal                 |
| Ian Boucard               |       | LR    | 1re circonscription du Territoire de Belfort |
| Jean-Claude Bouchet       |       | LR    | 2e circonscription de Vaucluse               |
| Sylvie Bouchet Bellecourt |       | LR    | 2e circonscription de Seine-et-Marne         |
| Bernard Bouley            |       | LR    | 2e circonscription de l'Essonne              |
| Marine Brenier            |       | DVD   | 5e circonscription des Alpes-Maritimes       |
| Xavier Breton             |       | LR    | 1re circonscription de l'Ain                 |
| Bernard Brochand          |       | LR    | 8e circonscription des Alpes-Maritimes       |
| Fabrice Brun              |       | LR    | 3e circonscription de l'Ardèche              |
| Gilles Carrez             |       | LR    | 5e circonscription du Val-de-Marne           |
| Jacques Cattin            |       | LR    | 2e circonscription du Haut-Rhin              |
| Gérard Cherpion           |       | LR    | 2e circonscription des Vosges                |
| Dino Cinieri              |       | LR    | 4e circonscription de la Loire               |
| Éric Ciotti               |       | LR    | 1re circonscription des Alpes-Maritimes      |
| Josiane Corneloup         |       | LR    | 2e circonscription de Saône-et-Loire         |
| François Cornut-Gentille  |       | LR    | 2e circonscription de la Haute-Marne         |
| Marie-Christine Dalloz    |       | LR    | 2e circonscription du Jura                   |
| Bernard Deflesselles      |       | LR    | 9e circonscription des Bouches-du-Rhône      |
| Rémi Delatte              |       | LR    | 2e circonscription de la Côte-d'Or           |
| Vincent Descœur           |       | LR    | 1re circonscription du Cantal                |
| Fabien Di Filippo         |       | LR    | 4e circonscription de la Moselle             |
| Éric Diard                |       | LR    | 12e circonscription des Bouches-du-Rhône     |
| Julien Dive               |       | LR    | 2e circonscription de l'Aisne                |
| Jean-Pierre Door          |       | LR    | 4e circonscription du Loiret                 |
| Marianne Dubois           |       | LR    | 5e circonscription du Loiret                 |
| Virginie Duby-Muller      |       | LR    | 4e circonscription de la Haute-Savoie        |
| Pierre-Henri Dumont       |       | LR    | 7e circonscription du Pas-de-Calais          |
| Jean-Jacques Ferrara      |       | LR    | 1re circonscription de la Corse-du-Sud       |
| Nicolas Forissier         |       | LR    | 2e circonscription de l'Indre                |
| Claude de Ganay           |       | LR    | 3e circonscription du Loiret                 |
| Jean-Jacques Gaultier     |       | LR    | 4e circonscription des Vosges                |
| Annie Genevard            |       | LR    | 5e circonscription du Doubs                  |
| Philippe Gosselin         |       | LR    | 1re circonscription de la Manche             |
| Victor Habert-Dassault    |       | LR    | 1re circonscription de l'Oise                |
| Yves Hemedinger           |       | LR    | 1re circonscription du Haut-Rhin             |
| Michel Herbillon          |       | LR    | 8e circonscription du Val-de-Marne           |
| Patrick Hetzel            |       | LR    | 7e circonscription du Bas-Rhin               |
| Sébastien Huyghe          |       | LR    | 5e circonscription du Nord                   |
| Christian Jacob           |       | LR    | 4e circonscription de Seine-et-Marne         |
| Mansour Kamardine         |       | LR    | 2e circonscription de Mayotte                |
| Brigitte Kuster           |       | LR    | 4e circonscription de Paris                  |
| Guillaume Larrivé         |       | LR    | 1re circonscription de l'Yonne               |
| Marc Le Fur               |       | LR    | 3e circonscription des Côtes-d'Armor         |
| Constance Le Grip         |       | DVD   | 6e circonscription des Hauts-de-Seine        |
| Geneviève Levy            |       | DVD   | 1re circonscription du Var                   |
| David Lorion              |       | LR    | 4e circonscription de La Réunion             |
| Véronique Louwagie        |       | LR    | 2e circonscription de l'Orne                 |
| Emmanuel Maquet           |       | LR    | 3e circonscription de la Somme               |
| Olivier Marleix           |       | LR    | 2e circonscription d'Eure-et-Loir            |
| Gérard Menuel             |       | LR    | 3e circonscription de l'Aube                 |
| Frédérique Meunier        |       | LR-SL | 2e circonscription de la Corrèze             |
| Philippe Meyer            |       | LR    | 6e circonscription du Bas-Rhin               |
| Maxime Minot              |       | LR    | 7e circonscription de l'Oise                 |
| Jérôme Nury               |       | LR    | 3e circonscription de l'Orne                 |
| Éric Pauget               |       | LR-SL | 7e circonscription des Alpes-Maritimes       |
| Bernard Perrut            |       | LR    | 9e circonscription du Rhône                  |
| Christelle Petex-Levet    |       | LR    | 3e circonscription de la Haute-Savoie        |
| Bérengère Poletti         |       | LR    | 1re circonscription des Ardennes             |
| Nathalie Porte            |       | LR    | 3e circonscription du Calvados               |
| Aurélien Pradié           |       | LR    | 1re circonscription du Lot                   |
| Didier Quentin            |       | LR    | 5e circonscription de la Charente-Maritime   |
| Alain Ramadier            |       | LR    | 10e circonscription de la Seine-Saint-Denis  |
| Julien Ravier             |       | LR    | 1re circonscription des Bouches-du-Rhône     |
| Robin Reda                |       | DVD   | 7e circonscription de l'Essonne              |
| Frédéric Reiss            |       | LR    | 8e circonscription du Bas-Rhin               |
| Jean-Luc Reitzer          |       | LR    | 3e circonscription du Haut-Rhin              |
| Bernard Reynès            |       | LR    | 15e circonscription des Bouches-du-Rhône     |
| Vincent Rolland           |       | LR    | 2e circonscription de la Savoie              |
| Antoine Savignat          |       | LR    | 1re circonscription du Val-d'Oise            |
| Raphaël Schellenberger    |       | LR    | 4e circonscription du Haut-Rhin              |
| Jean-Marie Sermier        |       | LR    | 3e circonscription du Jura                   |
| Michèle Tabarot           |       | LR    | 9e circonscription des Alpes-Maritimes       |
| Guy Teissier              |       | LR    | 6e circonscription des Bouches-du-Rhône      |
| Robert Therry             |       | LR    | 4e circonscription du Pas-de-Calais          |
| Jean-Louis Thiériot       |       | LR    | 3e circonscription de Seine-et-Marne         |
| Laurence Trastour-Isnart  |       | LR    | 6e circonscription des Alpes-Maritimes       |
| Isabelle Valentin         |       | LR    | 1re circonscription de la Haute-Loire        |
| Pierre Vatin              |       | LR    | 5e circonscription de l'Oise                 |
| Charles de La Verpillière |       | LR    | 2e circonscription de l'Ain                  |
| Michel Vialay             |       | LR    | 8e circonscription des Yvelines              |
| Jean-Pierre Vigier        |       | LR    | 2e circonscription de la Haute-Loire         |
| Stéphane Viry             |       | LR    | 1re circonscription des Vosges               |

#### Apparentés
| Nom                 | Parti | Parti | Circonscription                                     |
| ------------------- | ----- | ----- | --------------------------------------------------- |
| Nathalie Bassire    |       | DVD   | 3e circonscription de La Réunion                    |
| Jean-Luc Bourgeaux  |       | LR    | 7e circonscription d'Ille-et-Vilaine                |
| Pierre Cordier      |       | LR    | 2e circonscription des Ardennes                     |
| Jean-Carles Grelier |       | DVD   | 5e circonscription de la Sarthe                     |
| Claire Javois       |       | LR-UP | Circonscription de Saint-Barthélemy et Saint-Martin |
| Nadia Ramassamy     |       | LR    | 6e circonscription de La Réunion                    |
| Jean-Luc Poudroux   |       | DVD   | 7e circonscription de La Réunion                    |
| Nathalie Serre      |       | LR    | 8e circonscription du Rhône                         |

#### Députés ayant quitté le groupe en cours de mandat
- Jean-François Parigi
- Arnaud Viala
- Olivier Dassault (LR), élu dans la 1re circonscription de l'Oise, mort le 7 mars 2021[45].
- Claude Goasguen (LR), élu dans la 14e circonscription de Paris, mort le 28 mai 2020[46].
- Patrice Verchère
- Laurent Furst
- Éric Straumann, député LR de la 1re circonscription du Haut-Rhin, démissionne le 28 juillet 2020 de son mandat de député à la suite de son élection à la mairie de Colmar ; il est remplacé par Yves Hemedinger ;
- Jean-Charles Taugourdeau, député LR de la 3e circonscription de Maine-et-Loire, démissionne le 31 juillet 2020 de son mandat de député à la suite de son élection à la mairie de Beaufort-en-Anjou ; il est remplacé par Anne-Laure Blin, dont il devient le suppléant ;
- Jean-Louis Masson, député LR de la 3e circonscription du Var, démissionne le 2 août 2020 de son mandat de député à la suite de son élection à la mairie de La Garde. Il est remplacé par Édith Audibert ;
- Franck Marlin, député LR de la 2e circonscription de l'Essonne, démissionne le 4 août 2020 de son mandat de député à la suite de son élection à la mairie d'Étampes. Il est remplacé par Bernard Bouley ;
- Daniel Fasquelle, député LR de la 4e circonscription du Pas-de-Calais, démissionne le 4 août 2020 de son mandat de député à la suite de son élection à la mairie du Touquet-Paris-Plage ;
- Valérie Boyer, député LR de la 1re circonscription des Bouches-du-Rhône, démissionne le 30 septembre 2020 de son mandat de député à la suite de son élection comme sénatrice :
- Guillaume Peltier, député LR de la deuxième circonscription de Loir-et-Cher, exclu le 9 janvier 2022 du groupe ainsi que du parti à la suite de son ralliement à Éric Zemmour lors de l'élection présidentielle de 2022[47].
- Éric Woerth, député LR de la quatrième circonscription de l'Oise, quitte le groupe à la suite de son ralliement à Emmanuel Macron lors de l'élection présidentielle de 2022[48].
- Robin Reda, Jean-Carles Grelier, Constance Le Grip et Marine Brenier se présentent aux élections légistlatives 2022 investis par la coalition de la majorité présidentielle Ensemble[49]. Damien Abad quitte la présidence du groupe le 19 mai 2022 et se met « en congés » de LR[38], avant de finir par rejoindre le gouvernement le 20 mai.

### XIVelégislature

#### Membres
| Nom                        | Parti | Parti    | Circonscription                                         |
| -------------------------- | ----- | -------- | ------------------------------------------------------- |
| Damien Abad                |       | LR       | 5e circonscription de l'Ain                             |
| Élie Aboud                 |       | LR       | 6e circonscription de l'Hérault                         |
| Bernard Accoyer            |       | LR       | 1re circonscription de la Haute-Savoie                  |
| Yves Albarello             |       | LR       | 7e circonscription de Seine-et-Marne                    |
| Nicole Ameline             |       | LR       | 4e circonscription du Calvados                          |
| Benoist Apparu             |       | LR       | 4e circonscription de la Marne                          |
| Laurence Arribagé          |       | LR       | 3e circonscription de la Haute-Garonne                  |
| Julien Aubert              |       | LR       | 5e circonscription de Vaucluse                          |
| Olivier Audibert-Troin     |       | LR       | 8e circonscription du Var                               |
| Patrick Balkany            |       | LR       | 5e circonscription des Hauts-de-Seine                   |
| Jean-Pierre Barbier        |       | LR       | 7e circonscription de l'Isère                           |
| Jacques-Alain Bénisti      |       | LR       | 4e circonscription du Val-de-Marne                      |
| Sylvain Berrios            |       | LR       | 1re circonscription du Val-de-Marne                     |
| Marcel Bonnot              |       | LR       | 3e circonscription du Doubs                             |
| Jean-Claude Bouchet        |       | LR       | 2e circonscription de Vaucluse                          |
| Valérie Boyer              |       | LR       | 1re circonscription des Bouches-du-Rhône                |
| Marine Brenier             |       | LR       | 5e circonscription des Alpes-Maritimes                  |
| Xavier Breton              |       | LR       | 1re circonscription de l'Ain                            |
| Philippe Briand            |       | LR       | 5e circonscription d'Indre-et-Loire                     |
| Bernard Brochand           |       | LR       | 8e circonscription des Alpes-Maritimes                  |
| Dominique Bussereau        |       | LR       | 4e circonscription de la Charente-Maritime              |
| Olivier Carré              |       | LR       | 1re circonscription du Loiret                           |
| Gilles Carrez              |       | LR       | 5e circonscription du Val-de-Marne                      |
| Yves Censi                 |       | LR       | 1re circonscription de l'Aveyron                        |
| Jérôme Chartier            |       | LR       | 7e circonscription du Val-d'Oise                        |
| Luc Chatel                 |       | LR       | 1re circonscription de la Haute-Marne                   |
| Gérard Cherpion            |       | LR       | 2e circonscription des Vosges                           |
| Guillaume Chevrollier      |       | LR       | 2e circonscription de la Mayenne                        |
| Alain Chrétien             |       | LR       | 1re circonscription de la Haute-Saône                   |
| Jean-Louis Christ          |       | LR       | 2e circonscription du Haut-Rhin                         |
| Dino Cinieri               |       | LR       | 4e circonscription de la Loire                          |
| Éric Ciotti                |       | LR       | 1re circonscription des Alpes-Maritimes                 |
| Philippe Cochet            |       | LR       | 5e circonscription du Rhône                             |
| Jean-François Copé         |       | LR       | 6e circonscription de Seine-et-Marne                    |
| François Cornut-Gentille   |       | LR       | 2e circonscription de la Haute-Marne                    |
| Jean-Louis Costes          |       | LR       | 3e circonscription de Lot-et-Garonne                    |
| Édouard Courtial           |       | LR       | 7e circonscription de l'Oise                            |
| Jean-Michel Couve          |       | LR       | 4e circonscription du Var                               |
| Marie-Christine Dalloz     |       | LR       | 2e circonscription du Jura                              |
| Olivier Dassault           |       | LR       | 1re circonscription de l'Oise                           |
| Marc-Philippe Daubresse    |       | LR       | 4e circonscription du Nord                              |
| Bernard Debré              |       | LR       | 4e circonscription de Paris                             |
| Jean-Pierre Decool         |       | LR       | 14e circonscription du Nord                             |
| Bernard Deflesselles       |       | LR       | 9e circonscription des Bouches-du-Rhône                 |
| Lucien Degauchy            |       | LR       | 5e circonscription de l'Oise                            |
| Rémi Delatte               |       | LR       | 2e circonscription de la Côte-d'Or                      |
| Patrick Devedjian          |       | LR       | 13e circonscription des Hauts-de-Seine                  |
| Nicolas Dhuicq             |       | LR       | 1re circonscription de l'Aube                           |
| Sophie Dion                |       | LR       | 6e circonscription de la Haute-Savoie                   |
| Julien Dive                |       | LR       | 2e circonscription de l'Aisne                           |
| Jean-Pierre Door           |       | LR       | 4e circonscription du Loiret                            |
| Dominique Dord             |       | LR       | 1re circonscription de la Savoie                        |
| David Douillet             |       | LR       | 12e circonscription des Yvelines                        |
| Marianne Dubois            |       | LR       | 5e circonscription du Loiret                            |
| Virginie Duby-Muller       |       | LR       | 4e circonscription de la Haute-Savoie                   |
| Daniel Fasquelle           |       | LR       | 4e circonscription du Pas-de-Calais                     |
| Georges Fenech             |       | LR       | 11e circonscription du Rhône                            |
| François Fillon            |       | LR       | 2e circonscription de Paris                             |
| Marie-Louise Fort          |       | LR       | 3e circonscription de l'Yonne                           |
| Yves Foulon                |       | LR       | 8e circonscription de la Gironde                        |
| Marc Francina              |       | LR       | 5e circonscription de la Haute-Savoie                   |
| Yves Fromion               |       | LR       | 1re circonscription du Cher                             |
| Laurent Furst              |       | LR       | 6e circonscription du Bas-Rhin                          |
| Claude de Ganay            |       | LR       | 3e circonscription du Loiret                            |
| Sauveur Gandolfi-Scheit    |       | LR       | 1re circonscription de la Haute-Corse                   |
| Hervé Gaymard              |       | LR       | 2e circonscription de la Savoie                         |
| Annie Genevard             |       | LR       | 5e circonscription du Doubs                             |
| Guy Geoffroy               |       | LR       | 9e circonscription de Seine-et-Marne                    |
| Bernard Gérard             |       | LR       | 9e circonscription du Nord                              |
| Alain Gest                 |       | LR       | 4e circonscription de la Somme                          |
| Daniel Gibbs               |       | LR       | Circonscription de Saint-Barthélemy et Saint-Martin     |
| Franck Gilard              |       | LR       | 5e circonscription de l'Eure                            |
| Georges Ginesta            |       | LR       | 5e circonscription du Var                               |
| Charles Ange Ginésy        |       | LR       | 2e circonscription des Alpes-Maritimes                  |
| Jean-Pierre Giran          |       | LR       | 3e circonscription du Var                               |
| Claude Goasguen            |       | LR       | 14e circonscription de Paris                            |
| Jean-Pierre Gorges         |       | LR       | 1re circonscription d'Eure-et-Loir                      |
| Philippe Gosselin          |       | LR       | 1re circonscription de la Manche                        |
| Philippe Goujon            |       | LR       | 12e circonscription de Paris                            |
| Claude Greff               |       | LR       | 2e circonscription d'Indre-et-Loire                     |
| Arlette Grosskost          |       | LR       | 5e circonscription du Haut-Rhin                         |
| Serge Grouard              |       | LR       | 2e circonscription du Loiret                            |
| Henri Guaino               |       | LR       | 3e circonscription des Yvelines                         |
| Françoise Guégot           |       | LR       | 2e circonscription de la Seine-Maritime                 |
| Jean-Claude Guibal         |       | LR       | 4e circonscription des Alpes-Maritimes                  |
| Jean-Jacques Guillet       |       | LR       | 8e circonscription des Hauts-de-Seine                   |
| Christophe Guilloteau      |       | LR       | 10e circonscription du Rhône                            |
| Michel Heinrich            |       | LR       | 1re circonscription des Vosges                          |
| Michel Herbillon           |       | LR       | 8e circonscription du Val-de-Marne                      |
| Antoine Herth              |       | LR       | 5e circonscription du Bas-Rhin                          |
| Patrick Hetzel             |       | LR       | 7e circonscription du Bas-Rhin                          |
| Philippe Houillon          |       | LR       | 1re circonscription du Val-d'Oise                       |
| Guénhaël Huet              |       | LR       | 2e circonscription de la Manche                         |
| Sébastien Huyghe           |       | LR       | 5e circonscription du Nord                              |
| Christian Jacob            |       | LR       | 4e circonscription de Seine-et-Marne                    |
| Denis Jacquat              |       | LR       | 2e circonscription de la Moselle                        |
| Christian Kert             |       | LR       | 11e circonscription des Bouches-du-Rhône                |
| Nathalie Kosciusko-Morizet |       | LR       | 4e circonscription de l'Essonne                         |
| Jacques Kossowski          |       | LR       | 3e circonscription des Hauts-de-Seine                   |
| Patrick Labaune            |       | LR       | 1re circonscription de la Drôme                         |
| Valérie Lacroute           |       | LR       | 2e circonscription de Seine-et-Marne                    |
| Marc Laffineur             |       | LR       | 7e circonscription de Maine-et-Loire                    |
| Jacques Lamblin            |       | LR       | 4e circonscription de Meurthe-et-Moselle                |
| Jean-François Lamour       |       | LR       | 13e circonscription de Paris                            |
| Guillaume Larrivé          |       | LR       | 1re circonscription de l'Yonne                          |
| Laure de La Raudière       |       | LR       | 3e circonscription d'Eure-et-Loir                       |
| Charles de La Verpillière  |       | LR       | 2e circonscription de l'Ain                             |
| Thierry Lazaro             |       | LR       | 6e circonscription du Nord                              |
| Alain Lebœuf               |       | LR       | 1re circonscription de la Vendée                        |
| Isabelle Le Callennec      |       | LR       | 5e circonscription d'Ille-et-Vilaine                    |
| Vincent Ledoux             |       | LR       | 10e circonscription du Nord                             |
| Frédéric Lefebvre          |       | LR       | 1re circonscription des Français établis hors de France |
| Marc Le Fur                |       | LR       | 3e circonscription des Côtes-d'Armor                    |
| Pierre Lellouche           |       | LR       | 1re circonscription de Paris                            |
| Bruno Le Maire             |       | LR       | 1re circonscription de l'Eure                           |
| Dominique Le Mèner         |       | LR       | 5e circonscription de la Sarthe                         |
| Jean Leonetti              |       | LR       | 7e circonscription des Alpes-Maritimes                  |
| Pierre Lequiller           |       | LR       | 4e circonscription des Yvelines                         |
| Philippe Le Ray            |       | LR       | 2e circonscription du Morbihan                          |
| Céleste Lett               |       | LR       | 5e circonscription de la Moselle                        |
| Geneviève Levy             |       | LR       | 1re circonscription du Var                              |
| Véronique Louwagie         |       | LR       | 2e circonscription de l'Orne                            |
| Lionnel Luca               |       | LR       | 6e circonscription des Alpes-Maritimes                  |
| Gilles Lurton              |       | LR       | 7e circonscription d'Ille-et-Vilaine                    |
| Jean-François Mancel       |       | LR       | 2e circonscription de l'Oise                            |
| Laurent Marcangeli         |       | LR       | 1re circonscription de la Corse-du-Sud                  |
| Thierry Mariani            |       | LR       | 11e circonscription des Français établis hors de France |
| Hervé Mariton              |       | LR       | 3e circonscription de la Drôme                          |
| Alain Marleix              |       | LR       | 2e circonscription du Cantal                            |
| Olivier Marleix            |       | LR       | 2e circonscription d'Eure-et-Loir                       |
| Franck Marlin              |       | LR       | 2e circonscription de l'Essonne                         |
| Alain Marsaud              |       | LR       | 10e circonscription des Français établis hors de France |
| Philippe Martin            |       | LR       | 3e circonscription de la Marne                          |
| Patrice Martin-Lalande     |       | LR       | 2e circonscription de Loir-et-Cher                      |
| Alain Marty                |       | LR       | 4e circonscription de la Moselle                        |
| Jean-Claude Mathis         |       | LR       | 2e circonscription de l'Aube                            |
| François de Mazières       |       | LR       | 1re circonscription des Yvelines                        |
| Gérard Menuel              |       | LR       | 3e circonscription de l'Aube                            |
| Damien Meslot              |       | LR       | 1re circonscription du Territoire de Belfort            |
| Philippe Meunier           |       | LR       | 13e circonscription du Rhône                            |
| Jean-Claude Mignon         |       | LR       | 1re circonscription de Seine-et-Marne                   |
| Pierre Morange             |       | LR       | 6e circonscription des Yvelines                         |
| Yannick Moreau             |       | LR       | 3e circonscription de la Vendée                         |
| Pierre Morel-A-L'Huissier  |       | LR       | 1re circonscription de la Lozère                        |
| Alain Moyne-Bressand       |       | LR       | 6e circonscription de l'Isère                           |
| Jacques Myard              |       | LR       | 5e circonscription des Yvelines                         |
| Dominique Nachury          |       | LR       | 4e circonscription du Rhône                             |
| Yves Nicolin               |       | LR       | 5e circonscription de la Loire                          |
| Patrick Ollier             |       | LR       | 7e circonscription des Hauts-de-Seine                   |
| Jacques Pélissard          |       | LR       | 1re circonscription du Jura                             |
| Stéphanie Pernod-Beaudon   |       | LR       | 3e circonscription de l'Ain                             |
| Bernard Perrut             |       | LR       | 9e circonscription du Rhône                             |
| Édouard Philippe           |       | LR       | 7e circonscription de la Seine-Maritime                 |
| Jean-Frédéric Poisson      |       | LR - PCD | 10e circonscription des Yvelines                        |
| Bérengère Poletti          |       | LR       | 1re circonscription des Ardennes                        |
| Axel Poniatowski           |       | LR       | 2e circonscription du Val-d'Oise                        |
| Josette Pons               |       | LR       | 6e circonscription du Var                               |
| Christophe Priou           |       | LR       | 7e circonscription de la Loire-Atlantique               |
| Didier Quentin             |       | LR       | 5e circonscription de la Charente-Maritime              |
| Frédéric Reiss             |       | LR       | 8e circonscription du Bas-Rhin                          |
| Jean-Luc Reitzer           |       | LR       | 3e circonscription du Haut-Rhin                         |
| Bernard Reynès             |       | LR       | 15e circonscription des Bouches-du-Rhône                |
| Franck Riester             |       | LR       | 5e circonscription de Seine-et-Marne                    |
| Arnaud Robinet             |       | LR       | 1re circonscription de la Marne                         |
| Camille de Rocca Serra     |       | LR       | 2e circonscription de la Corse-du-Sud                   |
| Sophie Rohfritsch          |       | LR       | 4e circonscription du Bas-Rhin                          |
| Martial Saddier            |       | LR       | 3e circonscription de la Haute-Savoie                   |
| Paul Salen                 |       | LR       | 6e circonscription de la Loire                          |
| François Scellier          |       | LR       | 6e circonscription du Val-d'Oise                        |
| Claudine Schmid            |       | LR       | 6e circonscription des Français établis hors de France  |
| André Schneider            |       | LR       | 3e circonscription du Bas-Rhin                          |
| Jean-Marie Sermier         |       | LR       | 3e circonscription du Jura                              |
| Fernand Siré               |       | LR       | 2e circonscription des Pyrénées-Orientales              |
| Thierry Solère             |       | LR       | 9e circonscription des Hauts-de-Seine                   |
| Michel Sordi               |       | LR       | 4e circonscription du Haut-Rhin                         |
| Éric Straumann             |       | LR       | 1re circonscription du Haut-Rhin                        |
| Claude Sturni              |       | LR       | 9e circonscription du Bas-Rhin                          |
| Alain Suguenot             |       | LR       | 5e circonscription de la Côte-d'Or                      |
| Michèle Tabarot            |       | LR       | 9e circonscription des Alpes-Maritimes                  |
| Jonas Tahuaitu             |       | LR       | 2e circonscription de la Polynésie française            |
| Lionel Tardy               |       | LR       | 2e circonscription de la Haute-Savoie                   |
| Jean-Charles Taugourdeau   |       | LR       | 3e circonscription de Maine-et-Loire                    |
| Guy Teissier               |       | LR       | 6e circonscription des Bouches-du-Rhône                 |
| Michel Terrot              |       | LR       | 12e circonscription du Rhône                            |
| Jean-Marie Tétart          |       | LR       | 9e circonscription des Yvelines                         |
| Pascal Thévenot            |       | LR       | 2e circonscription des Yvelines                         |
| Dominique Tian             |       | LR       | 2e circonscription des Bouches-du-Rhône                 |
| François Vannson           |       | LR       | 3e circonscription des Vosges                           |
| Catherine Vautrin          |       | LR       | 2e circonscription de la Marne                          |
| Patrice Verchère           |       | LR       | 8e circonscription du Rhône                             |
| Arnaud Viala               |       | LR       | 3e circonscription de l'Aveyron                         |
| Jean-Sébastien Vialatte    |       | LR       | 7e circonscription du Var                               |
| Jean-Pierre Vigier         |       | LR       | 2e circonscription de la Haute-Loire                    |
| Philippe Vitel             |       | LR       | 2e circonscription du Var                               |
| Michel Voisin              |       | LR       | 4e circonscription de l'Ain                             |
| Jean-Luc Warsmann          |       | LR       | 3e circonscription des Ardennes                         |
| Laurent Wauquiez           |       | LR       | 1re circonscription de la Haute-Loire                   |
| Éric Woerth                |       | LR       | 4e circonscription de l'Oise                            |
| Marie-Jo Zimmermann        |       | LR       | 3e circonscription de la Moselle                        |

## Organisation

### Présidents
| Portrait | Nom                            | Dates du mandat  | Dates du mandat  | Notes |
| -------- | ------------------------------ | ---------------- | ---------------- | --- |
|          | Jacques Barrot                 | 25 juin 2002     | 4 mai 2004       | Député de la Haute-Loire, il devient le premier président du groupe UMP à l'Assemblée Nationale en 2002. Il démissionne de son mandat de député en 2004.                                                                                               |
|          | Bernard Accoyer                | 4 mai 2004       | 19 juin 2007     | Député de la Haute-Savoie, il est vice-président du groupe UMP de 2002 à 2004 avant d'en devenir président en 2004 à la suite de la démission de Jacques Barrot. Il quitte cette fonction en 2007 et est alors élu Président de l'Assemblée nationale. |
|          | Jean-François Copé             | 27 juin 2007     | 23 novembre 2010 | Député de la Seine-et-Marne, il est élu largement en 2007 face à Alain Joyandet. Il quitte cette fonction en 2010 lorsqu'il devient secrétaire général de l'UMP.                                                                                       |
|          | Christian Jacob                | 23 novembre 2010 | 6 novembre 2019  | Député de la Seine-et-Marne, il est élu en 2010 puis réélu en 2012 et 2017. En 2015, le groupe UMP devient groupe LR à la suite du changement de nom du parti. Il quitte cette fonction en 2019 lorsqu'il est élu Président des Républicains.          |
|          | Damien Abad                    | 6 novembre 2019  | 19 mai 2022      | Député de l'Ain, il est élu en 2019 face à Olivier Marleix. Il quitte cette fonction en 2022 lorsqu'il est nommé Ministre des Solidarités, de l'Autonomie et des Personnes handicapées au sein du gouvernement Borne.                                  |
|          | Virginie Duby-Muller (intérim) | 19 mai 2022      | 22 juin 2022     | Députée de la Haute-Savoie, elle devient présidente du groupe par intérim en attente de l'organisation d'une nouvelle élection. |
|          | Olivier Marleix                | 22 juin 2022     | 9 juin 2024      | Député d'Eure-et-Loir, il est élu président en 2022 face à Julien Dive. |
|          | Laurent Wauquiez               | 10 juillet 2024  | En cours         | Député de la Haute-Loire. |

### Secrétaire générale
- Depuis 2003 : Sylvie Gir[réf. nécessaire]

## Identité visuelle

Logotype avant 2015.
Logotype de 2015 à 2017.
Logotype de 2017 à 2024.
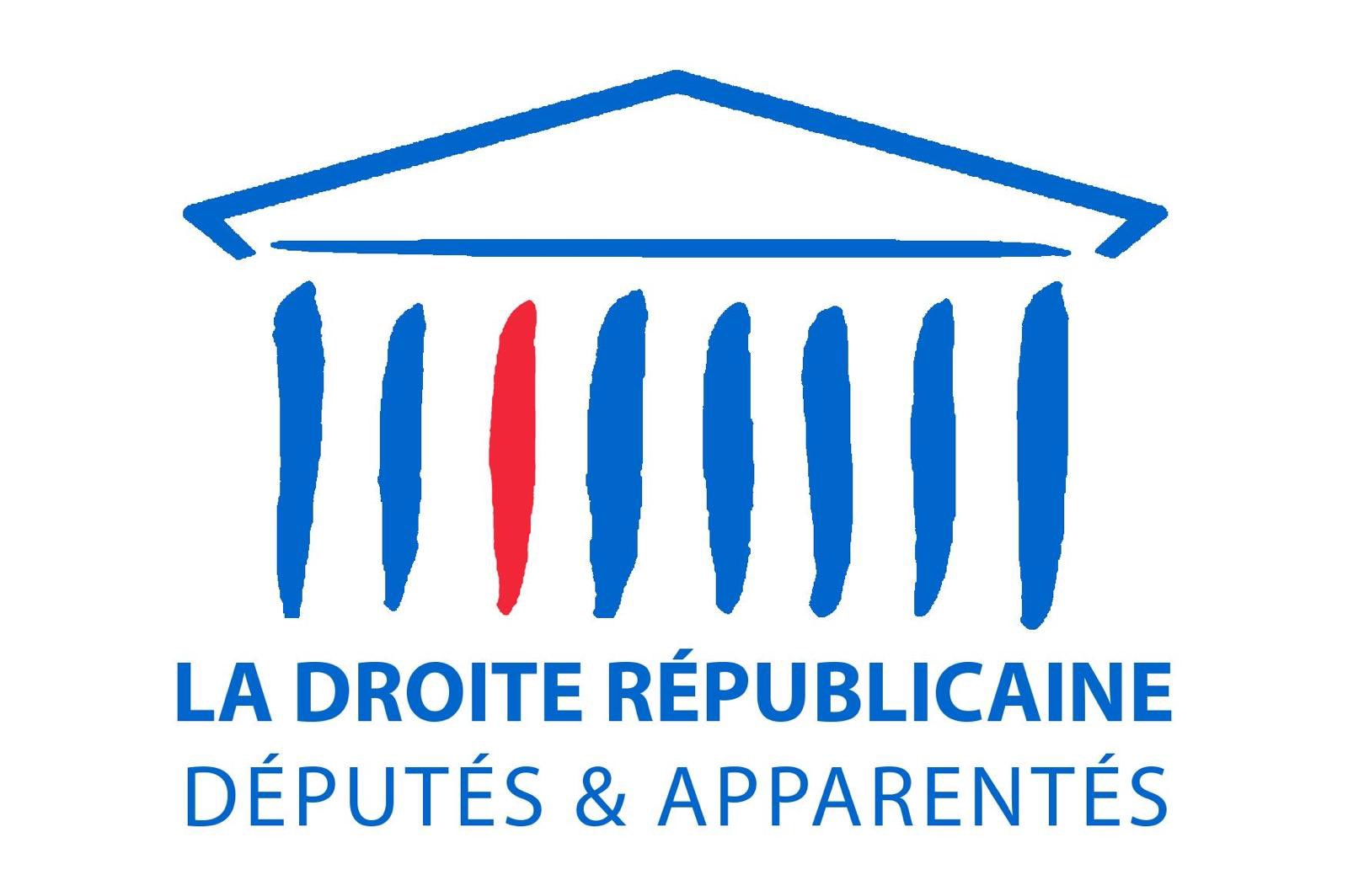
Logotype depuis 2024.